# Childerico I
Childerico I (436 circa – Tournai, 481 circa) è stato un re franco, primo sovrano, storicamente accertato della dinastia dei Merovingi, del regno dei Franchi Sali, dal 457 circa fino alla sua morte.

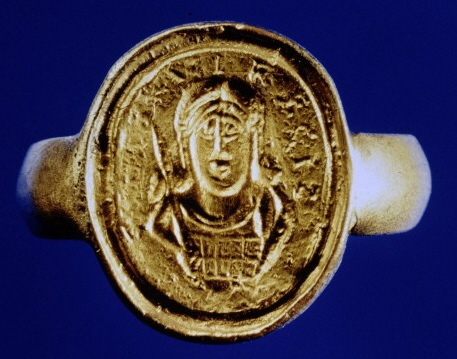
Anello in oro, rappresentante Childerico I.

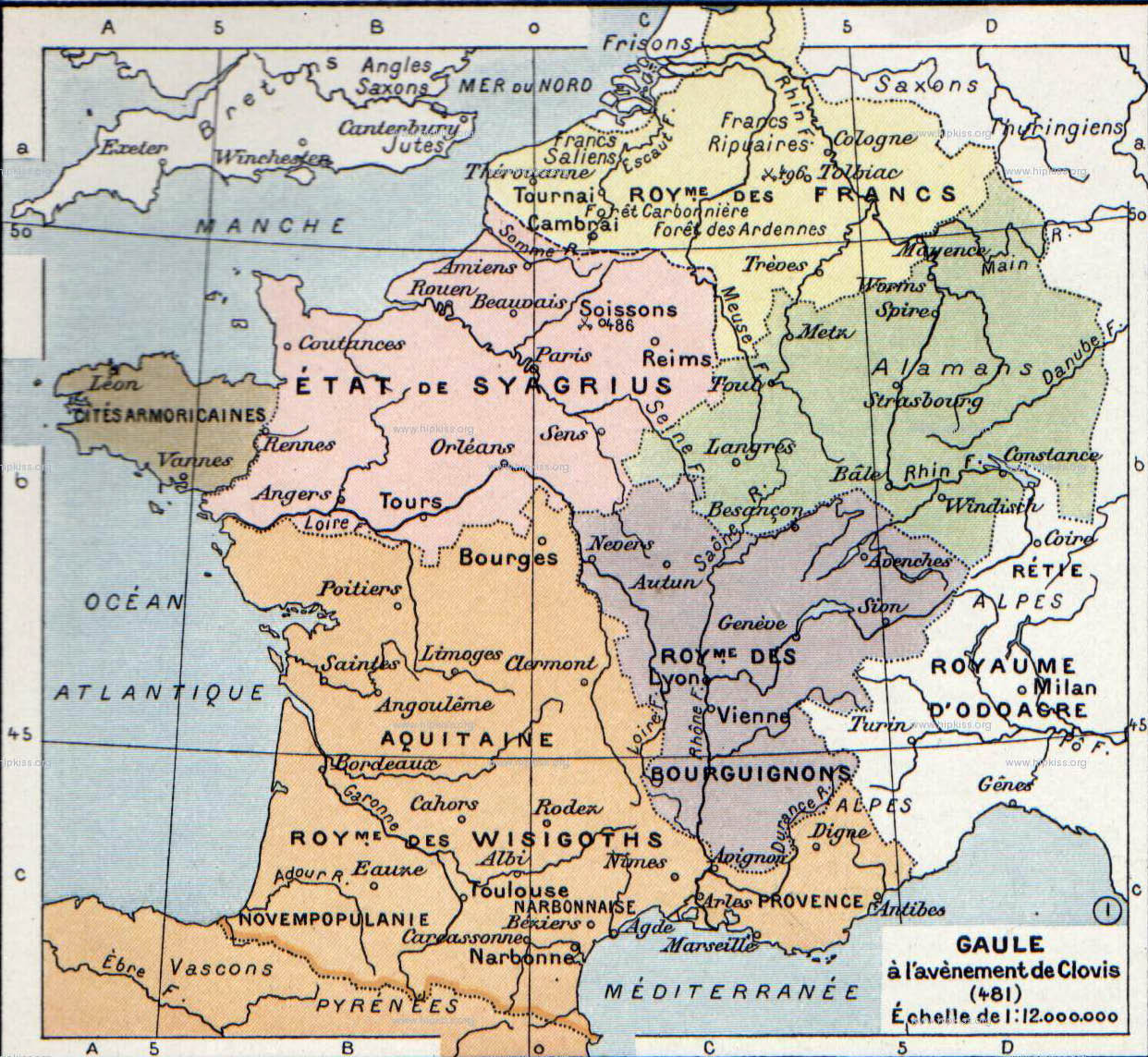
La Gallia, alla morte di Childerico.

Fonti letterarie e ricerche archeologiche lo definiscono sia re dei Franchi che governatore romano della seconda provincia del Belgio. Childerico è il tipico esempio di un'élite aristocratica franca che ha determinato la fusione tra la cultura germano-romana e quella pagana delle tribù presenti a ridosso del Danubio. Pagano, Childerico fu l'unico dei re barbari a non essere ariano, attirandosi l'attenzione delle élite locali e dell'episcopato. La sua tomba, scoperta nel 1653, conteneva armi come una spatha (spada a lama larga), un francisque o uno scramasaxe. Lì sono stati trovati anche molti gioielli d'oro, oltre a un paludamentum, il mantello indossato dai generali romani.

## Origini
Era figlio del re dei Franchi Sali della dinastia merovingia, Meroveo e di una delle sue mogli di cui non si conosce il nome.

## Biografia
Childerico successe al padre Merovech (latinizzato in Meroveo o Merovio) prima del 457(o, secondo alcune fonti, nel 458). Con la sua tribù stabilì la capitale a Tournai, nei territori ricevuti da Roma in qualità di foederatus.
Contrariamente a suo nonno Clodione e poi a suo figlio Clodoveo, Childerico fu un alleato fedele dell'impero romano, infatti, attorno al 463 a Orléans, insieme al generale romano Egidio, che era stanziato a Soissons, sconfisse i Visigoti, che speravano di estendere il loro dominio lungo le sponde del fiume Loira.
Dopo la morte di Egidio, avvenuta nel 465 circa, aiutò il successore, il comes Paolo di Angers a sconfiggere i Sassoni, che sotto il comando di Odoacre (Gregorio di Tours lo confonde con Odoacre, primo "Re d'Italia"), dopo aver occupato alcune isole alla foce della Loira raggiunsero Angers, sulla Mayenne. Childerico arrivò immediatamente in aiuto di Paolo, permettendogli di mantenere la città ed in un secondo tempo, passato all'offensiva, riuscì a liberare la città, sconfiggendo i Sassoni e inseguendoli fino alla foce della Loira, dove li massacrò riconquistando anche le isole da loro occupate.
Dopo la cocente sconfitta anche i Sassoni si posero al servizio di Roma. Childerico allora, riconciliatosi con Odoacre, secondo Gregorio di Tours, intervenne unitamente ai Sassoni per intercettare un'orda di Alamanni, che ritornavano da una scorreria in Italia.
In quel periodo il comes Paolo fu ucciso e Childerico, secondo alcuni storici fu l'ispiratore dell'omicidio, mentre per altri fu Odoacre dei Sassoni.
Secondo un racconto leggendario, Childerico era un libertino e dopo aver oltraggiato e disonorato diverse donne franche (cosa non tollerata dal suo popolo), venne detronizzato e anche minacciato di morte, per cui dovette fuggire in Turingia, lasciando, ad un amico fidato, il compito di riconquistargli la simpatia dei sudditi. I Franchi, nel frattempo si erano rivolti al generale romano Egidio, che era divenuto re dei Franchi. Childerico rimase in Turingia, presso re Basino e sua moglie Basina (forse il nome deriva dal nome del re) per circa otto anni, dopo di che tornò in Gallia e fu posto nuovamente sul trono. Basina, la moglie del re della Turingia, giudicando Childerico un re valoroso e coraggioso lo seguì e, nel 464 circa, divenne la sua sposa.
Queste notizie su di lui vengono dall'Historia Francorum di Gregorio di Tours e poi furono ampliate da Fredegario e poi dal successivo Liber Historiæ Francorum.
Childerico morì a Tournai, nel 481 circa, dove fu sepolto e gli successe il figlio Clodoveo.

## La tomba
La tomba è stata scoperta a Tournai il 27 maggio 1653. "Conteneva ornamenti, armi e una quantità di monete che testimoniano ampiezza di contatti con l'Impero (romano) e insieme con il mondo barbarico", come dichiara lo storico J.M. Wallace-Hadrill.

## Discendenza
Childerico, dalla moglie, Basina, ebbe quattro figli:
- Clodoveo, futuro re dei Franchi Sali.
- Landechilde, che si convertì al cattolicesimo e fu battezzata assieme al fratello.
- Audofleda, che sposò Teodorico il Grande, facendosi battezzare da un vescovo ariano.
- Albofleda, che si convertì al cattolicesimo e fu battezzata assieme al fratello.

## Ascendenza
|              |   |   | Genitori |  |  | Nonni |  |  | Bisnonni  |  |  | Trisnonni |  |
|              |   |   |          |  |  |       |  |  | Faramondo |  |  | Marcomero |  |
|              |   |   |          |  |  |       |  |  | Faramondo |  |  | Marcomero |  |
|              |   | … |          |  |  |       |  |  | Faramondo |  |  |           |  |
| Clodione     |   |   |          |  |  |       |  |  | Faramondo |  |  |           |  |
|              |   | … | …        |  |  |       |  |  |           |  |  |           |  |
|              |   | … | …        |  |  |       |  |  |           |  |  |           |  |
|              |   | … | …        |  |  |       |  |  |           |  |  |           |  |
| Meroveo      |   | … |          |  |  |       |  |  |           |  |  |           |  |
|              |   | … | …        |  |  |       |  |  |           |  |  |           |  |
|              |   | … | …        |  |  |       |  |  |           |  |  |           |  |
|              |   | … | …        |  |  |       |  |  |           |  |  |           |  |
| …            |   | … |          |  |  |       |  |  |           |  |  |           |  |
|              |   | … | …        |  |  |       |  |  |           |  |  |           |  |
|              |   | … | …        |  |  |       |  |  |           |  |  |           |  |
|              |   | … | …        |  |  |       |  |  |           |  |  |           |  |
| Childerico I |   | … |          |  |  |       |  |  |           |  |  |           |  |
|              | … | … |          |  |  |       |  |  |           |  |  |           |  |
|              | … | … |          |  |  |       |  |  |           |  |  |           |  |
|              | … | … |          |  |  |       |  |  |           |  |  |           |  |
| …            | … |   |          |  |  |       |  |  |           |  |  |           |  |
|              |   | … | …        |  |  |       |  |  |           |  |  |           |  |
|              |   | … | …        |  |  |       |  |  |           |  |  |           |  |
|              |   | … | …        |  |  |       |  |  |           |  |  |           |  |
| …            |   | … |          |  |  |       |  |  |           |  |  |           |  |
|              |   | … | …        |  |  |       |  |  |           |  |  |           |  |
|              |   | … | …        |  |  |       |  |  |           |  |  |           |  |
|              |   | … | …        |  |  |       |  |  |           |  |  |           |  |
| …            |   | … |          |  |  |       |  |  |           |  |  |           |  |
|              |   | … | …        |  |  |       |  |  |           |  |  |           |  |
|              |   | … | …        |  |  |       |  |  |           |  |  |           |  |
|              |   | … | …        |  |  |       |  |  |           |  |  |           |  |
|              |   | … |          |  |  |       |  |  |           |  |  |           |  |